# آنیکو کاپروش
آنیکو کاپروش (مجاری: Kapros Anikó؛ زادهٔ ۱۱ نوامبر ۱۹۸۳) یک تنیس‌باز اهل مجارستان است.